# Trieenia occulta
Trieenia occulta är en flenörtsväxtart som beskrevs av John Charles Manning och Goldblatt. Trieenia occulta ingår i släktet Trieenia och familjen flenörtsväxter. Inga underarter finns listade i Catalogue of Life.